# Эльман, Борис Шевелевич
Бори́с Ше́велевич Э́льман (12 сентября 1900, Байрамча, Аккерманский уезд, Бессарабская губерния — 26 февраля 1939, Москва, Московская область) — советский разведчик.

## Биография
Родился 12 сентября 1900 года в местечке Байрамча Аккерманского уезда Бессарабской губернии (ныне Николаевка-Новороссийская, Белгород-Днестровский район Одесской области Украины), в семье мельничного комиссионера. В возрасте четырёх лет остался без отца и жил на попечении родственников матери. В 1909—1917 годах учился в реальном училище в Кишинёве. 
После аннексии Румынией Бессарабии оказался в Румынии, откуда в 1920 году перебрался в Италию и при помощи руководителя советской делегации В. В. Воровского выехал в РСФСР. 
В 1924 году окончил факультет общественных наук 1-го МГУ. В том же году вступил в РКП(б) и был принят на работу в ИНО ОГПУ. Работал в странах Восточной Европы. В 1929—1932 годах — легальный резидент ИНО ОГПУ в Риме — под именем Бориса Семёновича Эрдмана и дипломатическим прикрытием.
В 1933—1934 годах работал в США (под прикрытием помощника руководителя акционерного общества «Амторг» по нефти). В 1935 году был направлен вместе с женой на нелегальную работу в США.
В 1935 году перешёл на работу в Разведывательное управление РККА в группе сотрудников А. Х. Артузова. Принимал участие в операциях по доставке оружия в Испанию для республиканской армии. Награждён орденом Красной Звезды (1937), знаком «Почётный работник ВЧК-ГПУ».
В июле 1937 года уволен в резерв РККА. 5 ноября 1937 года арестован, 26 февраля 1939 года приговорён ВКВС к высшей мере наказания и в тот же день расстрелян. Место захоронения: Донское[уточнить]. Реабилитирован 20 октября 1956 года.

## Семья
Жена — Анна Петровна Петрушанская. Сын —  Феликс Борисович Эльман, электротехник.